# Áno Skotína
Áno Skotína, en grec moderne : Άνω Σκοτίνα, est un village du dème de Díon-Ólympos, de Macédoine-Centrale en Grèce.
Selon le recensement de 2011, la localité est inhabitée.